# Богдановский сельский совет (Межевский район)
Богдановский сельский совет (укр. Богданівська сільська рада) — входит в состав
Межевского района
Днепропетровской области
Украины.
Административный центр сельского совета находится в 
с. Богдановка.

## Населённые пункты совета
- с. Богдановка
- с. Антоновское
- с. Николаевка
- с. Солёное
- с. Тарасовка
- с. Федоровское
- с. Чаус